# 名古屋市立小碓小学校
名古屋市立小碓小学校（なごやしりつ おうすしょうがっこう）は、名古屋市港区土古町にある公立小学校。

## 歴史
学校の創立は1872年8月（明治5年）に遡ることができるが、実際に授業が開始されたのは1年後の1873年（明治6年）8月のことであったという。ただし、『名古屋南部史』では、第三十八番小学西田学校が創立されたのは1873年（明治6年）11月15日とある。所在地は熱田前新田の個人宅であった。学校は1879年（明治12年）8月10日、新校舎に移っている。
西田学校の通学区域は、1882年（明治15年）12月の時点で愛知郡第24学区に属し、宝神新田・甚兵衛後新田・稲永新田・土古山新田・熱田前新田（字遠若組・字小川西・字西ノ割・字南ノ割・字荒子川流作）となっていた。
その後、小学校令改正に伴う統廃合により、1887年（明治20年）には愛知郡第8学区の尋常小学東組学校に統合された。この当時の第8学区の範囲は、熱田新田東組・千年村・甚兵衛後新田・宝田新田・稲永新田・熱田前新田であり、本校は熱田新田東組に置かれた。
この統廃合は1892年（明治25年）には撤回され、同年11月15日に西田尋常小学校が再び設置されることとなった。当時の所在地は熱田前新田字悪水東とある。
1907年（明治40年）1月1日をもって小碓西部尋常高等小学校に統合された。この統合は尋常小学校の修業年限を従来の4年から6年に延長する制度変更に伴うものである。翌年の4月1日にはこの小碓西部尋常高等小学校と小碓中部尋常高等小学校が統合され、小碓尋常小学校と改組された。この統合とほぼ同時期に小碓村の一部が名古屋市に編入されており、小碓西部尋常高等小学校の学区の一部が分離し、名古屋市域に編入されている。
1919年（大正8年）には再び高等科を併設したため、小碓尋常高等小学校と改称。1921年（大正10年）8月22日には、小碓村の残部が名古屋市に編入されたため、同時に名古屋市小碓尋常高等小学校と改称される。
公式サイトの沿革によれば、1936年（昭和11年）4月当時の通学区域は、小碓町・当知町・土古町・本宮町・寛政町・惟信町・宝神町の7町であったという。
1941年（昭和16年）には国民学校令により名古屋市小碓国民学校、1947年（昭和22年）には新学制により名古屋市立小碓小学校と改称されている。
1951年（昭和26年）に高木小学校、1970年（昭和45年）に明徳小学校、1980年（昭和55年）に正保小学校が分離している。
1969年（昭和44年）には児童数が2233人にも達し、その後10年ほど市内有数のマンモス校として推移することとなった。児童数は1980年（昭和55年）の正保小学校独立により適正規模に落ち着いている。

### 児童数の変遷
『愛知県小中学校誌』（2018年）によると、児童数の変遷は以下の通りである。
| 1947年（昭和22年） | 1406人 |  |
| 1957年（昭和32年） | 1411人 |  |
| 1967年（昭和42年） | 1963人 |  |
| 1977年（昭和52年） | 1862人 |  |
| 1987年（昭和62年） | 716人  |  |
| 1997年（平成9年）  | 878人  |  |
| 2007年（平成19年） | 546人  |  |
| 2017年（平成29年） | 568人  |  |

## 通学区域
所管する名古屋市教育委員会は、2018年（平成30年）9月1日現在、港区のうち、入場町・川西通6丁目・寛政町1～9丁目・寛政町字十五番・港北町・泰明町・土古町・本宮町5～7丁目・本宮新町の全域および川西通3～5丁目・本宮町4丁目の各一部を通学区域として指定している。
また、卒業後の進学先は名古屋市立港北中学校となっている。

## 交通アクセス
名古屋市営バス入場停留所が最寄りバス停である。

## 出身者
- 近藤信一（参議院議員）

### WEB
1. 1 2  名古屋市教育委員会事務局総務部企画経理課企画統計係 (2018年9月18日). “港区の小・中学校一覧”.   名古屋市. 2018年11月14日閲覧。
2. 1 2 3 4 5 6 7 8  “本校のあゆみ”.   名古屋市立小碓小学校. 2018年12月29日閲覧。
3. ↑  名古屋市教育委員会事務局総務部教育環境計画室計画係 (2018年9月1日). “名古屋市立小・中学校の通学区域一覧（港区）” (PDF).   名古屋市. 2018年11月15日閲覧。
4. ↑  名古屋市教育委員会事務局総務部教育環境計画室計画係 (2018年4月1日). “名古屋市立中学校区一覧（小→中）” (PDF).   名古屋市. 2018年11月14日閲覧。

### 書籍
1. 1 2  名古屋南部史刊行会 1952, p. 741.
2. ↑  名古屋南部史刊行会 1952, p. 743.
3. 1 2  名古屋南部史刊行会 1952, p. 744.
4. ↑  名古屋南部史刊行会 1952, p. 746.
5. 1 2 3  名古屋南部史刊行会 1952, p. 748.
6. ↑  港区制施行五十周年記念事業実行委員会 1987, p. 544.
7. 1 2  港区制施行五十周年記念事業実行委員会 1987, p. 396.
8. ↑  六三制教育七十周年記念 愛知県小中学校誌 合同記念誌編集特別委員会 2018, p. 238.